# Resolutie 613 Veiligheidsraad Verenigde Naties
Resolutie 613 van de Veiligheidsraad van de Verenigde Naties werd op 31 mei 1988 met unanimiteit van stemmen aangenomen. De resolutie verlengde de UNDOF-waarnemingsmacht in de Golanhoogten met een half jaar.

## Achtergrond
Na de Jom Kipoeroorlog kwamen Syrië en Israël overeen de wapens neer te leggen. Een waarnemingsmacht van de Verenigde Naties moest op de uitvoering van de twee gesloten akkoorden toezien. Tijdens de oorlog bezette Israël de Golanhoogten, die het in 1981 annexeerde.

## Inhoud
De Veiligheidsraad:
- Heeft het rapport van secretaris-generaal Javier Pérez de Cuéllar over de VN-waarnemingsmacht in beraad genomen.
- Beslist:
a. De partijen op te roepen onmiddellijk resolutie 338 uit 1973 uit te voeren.
b. Het mandaat van de macht met een periode van zes maanden te verlengen, tot 30 november 1988.
c. De secretaris-generaal te vragen tegen die tijd te rapporteren over de ontwikkelingen en de genomen maatregelen om resolutie 338 uit te voeren.

## Verwante resoluties
- Resolutie 609 Veiligheidsraad Verenigde Naties
- Resolutie 611 Veiligheidsraad Verenigde Naties
- Resolutie 617 Veiligheidsraad Verenigde Naties
- Resolutie 618 Veiligheidsraad Verenigde Naties

Lijst ·  607 ·  608 ·  609 ·  610 ·  611 ·  612 ·  613 ·  614 ·  615 ·  616 ·  617 ·  618 ·  619 ·  620 ·  621 ·  622 ·  623 ·  624 ·  625 ·  626